# Anna Zaporožanova
Anna Oleksandrivna Zaporožanova (in ucraino Анна Олександрівна Запорожанова?; Kiev, 9 agosto 1979) è un'allenatrice di tennis ed ex tennista ucraina.

## Biografia
Anna Zaporožanova è diventata professionista nel 1994, a soli 15 anni. 
Nell'ITF Women's Circuit ha vinto 13 tornei in singolare; non è invece riuscita a conquistare alcun titolo WTA. La sua migliore posizione in classifica è stata la numero 209 in singolare e la 120 in doppio.
Ha rappresentato l'Ucraina alle Olimpiadi del 2000 nel torneo di doppio femminile, insieme a Elena Tatarkova. La coppia è uscita al secondo turno.
Nel 2002 ha messo al mondo un figlio maschio, Ostap, ma è poi ritornata sui campi da gioco. Ritiratasi nel 2008, è rimasta nell'ambiente tennistico come coach. Nel 2023 il figlio della tennista, che combatteva nelle forze militari di difesa del suo Paese, ha perso la vita in uno scontro a fuoco durante l'invasione russa dell'Ucraina. 